# Miguel Soares (Politiker)
Miguel Soares ist ein Politiker aus Osttimor. Er ist Mitglied der FRETILIN.
Soares wurde bei den Wahlen 2001 auf Platz 6 der FRETILIN-Liste in die Verfassunggebende Versammlung gewählt, aus der mit der Entlassung in die Unabhängigkeit am 20. Mai 2002 das Nationalparlament Osttimors wurde. Bei den Parlamentswahlen in Osttimor 2007 trat Soares nicht mehr als Kandidat an.
In der Versammlung war Soares einer der Abgeordneten, die sich gegen die Aufnahme der „sexuellen Orientierung“ bei den Punkten in der Verfassung aussprachen, weswegen Personen nicht diskriminiert werden dürfen. Er erklärte, dies könne Widerspruch und Verwirrung in einem Moment auslösen, in dem Timor gerade erst begänne, eine Nation zu werden. Für die Aufnahme des Punktes sprachen sich schließlich 13 Abgeordnete aus und 52 dagegen. 14 enthielten sich.